# Patrick Willis
Patrick L. Willis (Bruceton, Tennessee, 25 de enero de 1985), más conocido como Patrick Willis, es un exjugador profesional estadounidense de fútbol americano que se desempeñó en la posición de linebacker en la National Football League (NFL). Es miembro del Salón de la Fama del Fútbol Americano Profesional.

## Carrera
Willis jugó como profesional ocho temporadas en San Francisco 49ers (2007-2014), equipo en el que se retiró.

## Reconocimiento
El 17 de enero de 2024, fue seleccionado para ser miembro del Salón de la Fama del Fútbol Americano Profesional.